# 杨让
杨让（1922年—？），男，陕西乾县人，中国金属材料及热处理专家，曾任北京钢铁学院教授、博士生导师。